# Ahmed Haroun (bédéiste)
Pour les articles homonymes, voir Ahmed Haroun et Haroun.
Ahmed Haroun, né le 5 août 1941 à Larbaâ Nath Irathen en Algérie (ex Fort-National), est un caricaturiste, bédéiste et doyen des dessinateurs de presse de l'Algérie indépendante.

## Biographie
Ahmed Haroun est le fils d’un père émigré à Paris. Après des études à l'École des beaux-arts d'Alger, il est caricaturiste à Ech-Chaâb, Jeune Afrique, El Moudjahid, Algérie Actualités, Alouane, Révolution africaine, M'Quidech. En 1969, il participe avec des collègues au lancement du premier mensuel en BD en Algérie. 
Il a créé le personnage de « M'Quidech ».

### Œuvres
- Œuvres au Musée national des beaux-arts d'Alger.

### Expositions
- 1973 Bratislava
- 1974 Alger
- 1985 Tizi-Ouzou
- 1990 Oran

## Publications
- Apparences, Alger, Sned, 1981
- El Afrit, Alger, Enal, 1984

## Prix
- 2010 : prix d'honneur au Festival international de la bande dessinée d'Alger pour ses 50 ans de carrière[1].